# 유니버스 제로

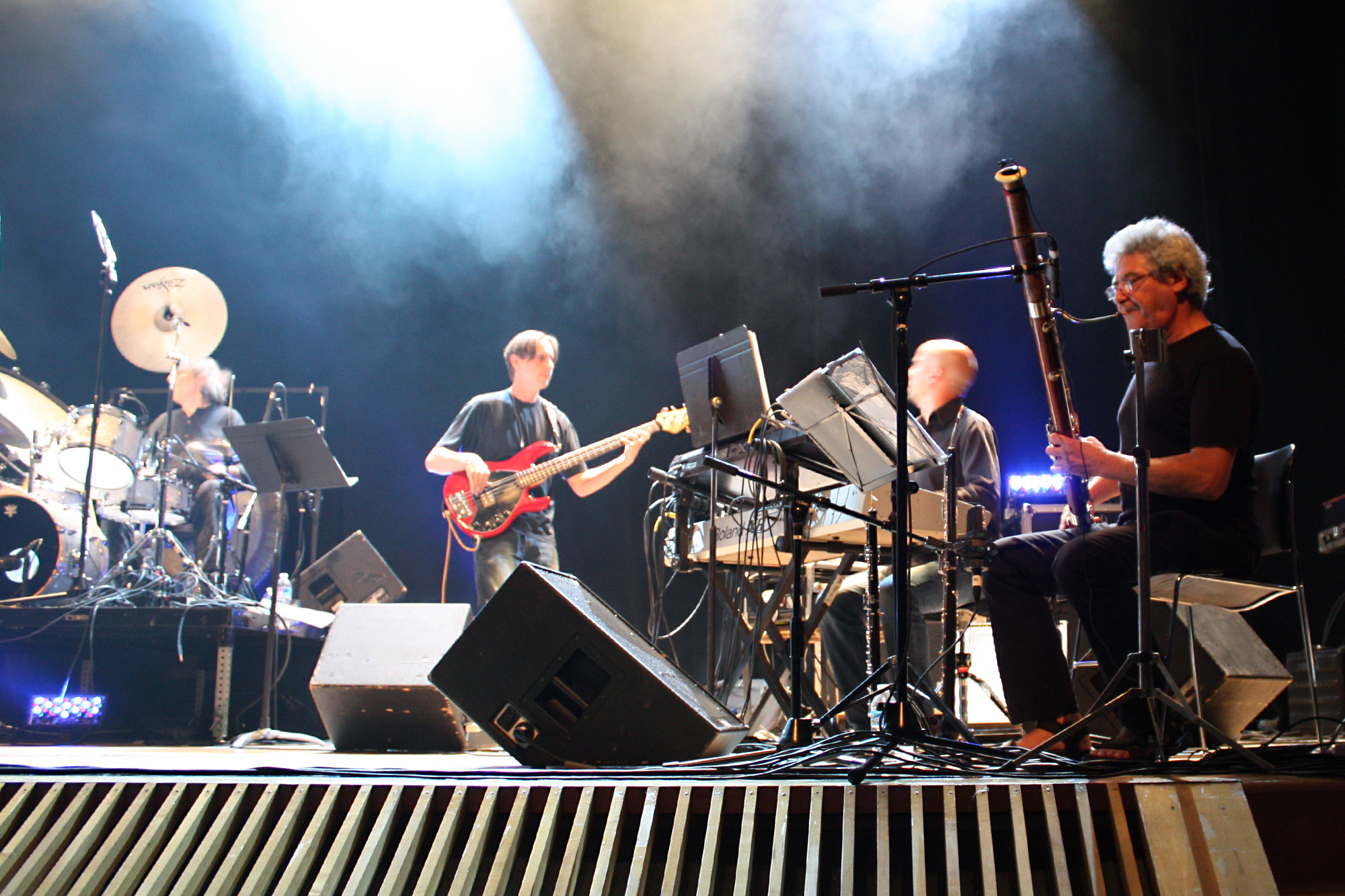

유니버스 제로(Univers Zéro, Univers-Zero)는 다니엘 드니가 1974년 결성한 벨기에의 프로그레시브 록밴드다. 20세기 실내악의 영향을 크게 받았다.

## 개요
클로드 데론(Claude Deron)과 다니엘 드니(Daniel Denis)는 73년 쥴 밴드인 아캄(Arkham)의 멤버였다. Arkham은 Lovecrafts라고 불리는 신화에 나오는 도시 이름이라고 한다. 밴드 해산후 네크로노미콘(Necronomicon)을 결성했는데 여기엔 로제 트리고(Roger Trigaux)도 참여하고 있었다. 로제 트리고는 연주력 뿐만 아니라 작곡력도 겸비하고 있었고 음악적 색깔이 드니와는 다르게 락쪽에 더욱 경도되고 실험적인 면보다는 작곡의 치밀함에 더욱 중점을 두는 스타일이었다. 네크로노미콘이 이름을 바꾸어 유니버스 제로가 되었다. 마그마의 리더 크리스티앙 반데는 다니엘에게 마그마 가입을 권유하기도 했었다.
유니버스 제로는 RIO의 멤버였다. RIO는 70년대 후반 디스코와 펑크 록이 세계를 강타중일 때 록의 밀도를 유지하자는 운동이었다. 유니버스 제로는 정치적인 색보다는 예술 지상주의자에 가까운 집단이었고 '음악외의 것을 위해 음악을 희생할 수는 없다'고 생각하였지만 또또 '우리가 관심있는 것은 우리가 사용하는 악기로 무엇을 할 수 있는지에 대한 고정관념에서 최대한 멀어지는 것이다'라고 주장하니만큼 충분히 RIO의 정신에 걸맞는 집단이었다. 유니버스 제로는 버르토크 벨러 및 이고르 스트라빈스키 그리고 벨기에 작곡가 Albert Huybrechts 등의 영향을 많이 받았다.
77년에 데뷔음반인 Univers Zero를 발매한다. 이 앨범은 나중에 새로 믹스되어 1313으로 재발매되기도 한다. 현악주자 둘에 기타, 베이스 하모니움, 바순주자까지 갖춰진 완벽한 실내악단으로서 낸 음반이다.
76년에 이들의 두번째 LP 이 발매되었다. 1집에 비해 더욱 어두운 음반이었다. 2집을 발매하고 로저 트리고는 탈퇴하여 쁘레장을 결성한다. 사이가 멀어진 것은 아니어서 쁘레장은 유니버스 제로와 멤버를 공유하곤 했다. 또다른 챔버록 밴드 아르 조이(Art Zoyd)와도 그러한 협력관계에 있었다. 초기 사운드는 어쿠스틱 실내악 밴드였으며 80년대 이후에 신시사이저와 전기 기타 등을 더 활용하게 된다. 그럼에도 불구하고 이들의 앨범은 높은 일관성을 유지한다.
81년에 이들의 세번째 LP Ceux du Dehors가 발매된다. 이는 이전의 어쿠스틱한 음과는 달리 일렉트릭 악기가 눈에 띄게 늘었다. 당시 일본에서만 발매된 Crawling Wind EP는 한동안 희귀음반으로 매니아들이 찾는 음반이었다.
밴드 해산 시기(87-99)에 다니엘 드니는 두장의 솔로앨범을 내고 아르 조이에서 활동하기도 했다. 쁘레장의 드러머로도 참여해주었다. 99년 재결성한 이후 유니버스 제로는 5장의 앨범을 내었다.
2011년 유니버스 제로는 아라니스(Aranis) 쁘레장 등과 함께 17인조 챔버록 앙상블로 공연을 가졌다.

## 음반 목록
- 1977 : 1313 (studio album #1; originally titled Univers Zero)
- 1979 : Heresie (studio album #2)
  - 로제 트리고 탈퇴
- 1981 : Ceux du dehors (studio album #3)
- 1981 : Triomphe des mouches (one-sided 7" single)
  - 1983 : Crawling Wind (originally released as a studio 3-track Japanese-only limited edition 12" EP; re-released as a studio & live 6-track CD in 2001)
- 1984 : Uzed (studio album #4)
- 1986 : Heatwave (studio album #5)
  - 해체시기
- 1999 : The Hard Quest (studio album #6)
- 2002 : Rhythmix (studio album #7)
- 2004 : Implosion (studio album #8)
  - 2006 : Live (live album #1)
  - 2008 : Relaps (Archives 1984/85/86) (live album #2)
- 2010 : Clivages (studio album #9)
- 2014 : Phosphorescent Dreams (studio album #10)